# Laelia bethuneana
Laelia bethuneana är en fjärilsart som beskrevs av Embrik Strand 1914. Laelia bethuneana ingår i släktet Laelia och familjen tofsspinnare. Inga underarter finns listade i Catalogue of Life.